# Tea Mäkipää

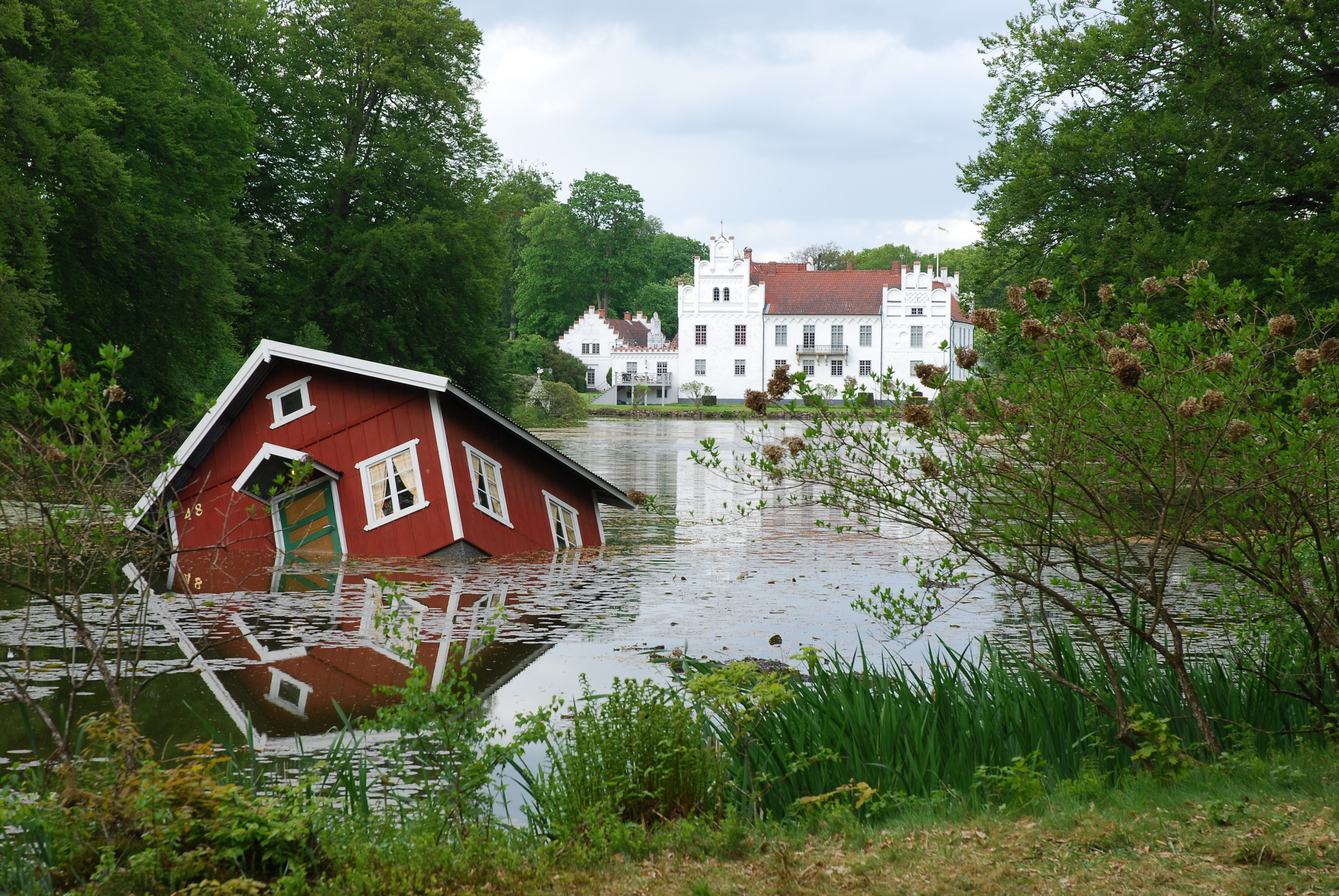
Atlantis i Wanås slottspark 2009

Tea Mäkipää, född 1973 i Lahtis, är en finländsk skulptör och installationskonstnär.
Tea Mäkipää utbildade sig vid Konstindustriella högskolan i Helsingfors med examen 1998 och vid Royal College of Art i London, där hon tog en magisterexamen 2003. Hon hade sin första separatutställning i Helsingfors år 2000.
Tea Mäkipää har framför allt ägnat sig åt konst med miljötema utifrån ett krav på ekologiskt och socialt ansvarstagande. I projektet Tio budord för det tjugoförsta århundradet (text på vykort, affischer, T-shirts etc) har hon formulerat en programförklaring: undvika att flyga, återvinna så mycket som möjligt, köpa lokala varor, etc. 
Två av hennes installationer, gjorda tillsammans med Halldor Úlfarsson, Atlantis (2007) och 1:1 (one to one) (2004), visades på 2009 års utställning i Wanås slottspark. År 2005 erhöll hon Dukatpriset.
Tea Mäkipää bor och arbetar i Weimar i Tyskland.

## Offentliga verk i urval
- Permanent installation, Solbacka skola i Helsingfors, på uppdrag av Helsingfors konstmuseum, 2001
- Catwalk, permanent videoinstallation i VTT:s forskningscentrum i Esbo.